# Efraín
Efraín är ett berg i Antarktis. Det ligger i Sydshetlandsöarna. Argentina, Chile och Storbritannien gör anspråk på området. Toppen på Efraín är 17 meter över havet.
Terrängen runt Efraín är kuperad. Havet är nära Efraín söderut. Trakten är glest befolkad. Närmaste befolkade plats är Maldonado Station, 11,8 kilometer norr om Efraín. 